# أفجكية
الأفجكية (الاسم العلمي: Afgekia) هي جنس من النباتات يتبع الفصيلة البقولية من رتبة الفوليات. سمي هذا الجنس من قبل عالم النبات الإنكليزي ويليام غرانت كريب (بالإنجليزية: William Grant Craib)‏ تكريماً للطبيب الإيرلندي أرثر فرانسيس جورج كير (1877-1942) (بالإنجليزية: Arthur Francis George Kerr)‏ عبر جمع أول حرف من كل كلمة من اسمه.

## أنواع الأفجكية
- أفجكية خيطية الساق (الاسم العلمي:Afgekia filipes)
- أفجكية ماهيدولية (الاسم العلمي:Afgekia mahidolae)
- أفجكية حريرية (الاسم العلمي:Afgekia sericea)